# جون ماكينيس
جون ماكينيس (بالإنجليزية: John MacInnes)‏ هو لغوي ومؤرخ بريطاني، ولد في 1930 في Timsgarry ‏ في المملكة المتحدة، وتوفي في 11 مايو 2019.